# Salvador Viniegra
Salvador Viniegra y Lasso de la Vega (ur. w 23 listopada 1862 w Kadyksie, zm. 29 kwietnia 1915 w Madrycie) – hiszpański malarz historyczny.
Studiował w Akademii Sztuk Pięknych w Kadyksie, a także na stypendium w akademii we Włoszech. Komponował muzykę, był także autorem kilku sztuk teatralnych i tekstów o Rzymie i innych miastach. W 1898 został konserwatorem, a później wicedyrektorem Muzeum Prado.